# ۲-آراکیدونویل گلیسیرین

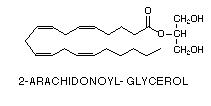
فرمول شیمیایی اراکیدونویل_گلیسیرین

۲-آراکیدونویل گلیسیرین (به انگلیسی: 2-Arachidonoylglycerol) با فرمول شیمیایی C۲۳H۳۸O۴ یک ترکیب شیمیایی با شناسه پاب‌کم ۵۲۸۲۲۸۰ است. که جرم مولی آن ۳۷۸٫۳ گرم بر مول می‌باشد. 